# Francisco Orestes Libardoni
Francisco Orestes Libardoni (Caxias do Sul, 21 de janeiro de 1931) é um economista e político brasileiro.

## Vida
Filho de Paulo Libardoni e de Benedita Lazzarotto Libardoni.

## Carreira
Foi deputado à Câmara dos Deputados na 44ª legislatura (1971 — 1975), na 45ª legislatura (1975 — 1979), e na 46ª legislatura (1979 — 1983), eleito pelo Movimento Democrático Brasileiro (MDB).